# Nederlandse hockeyploeg (mannen)

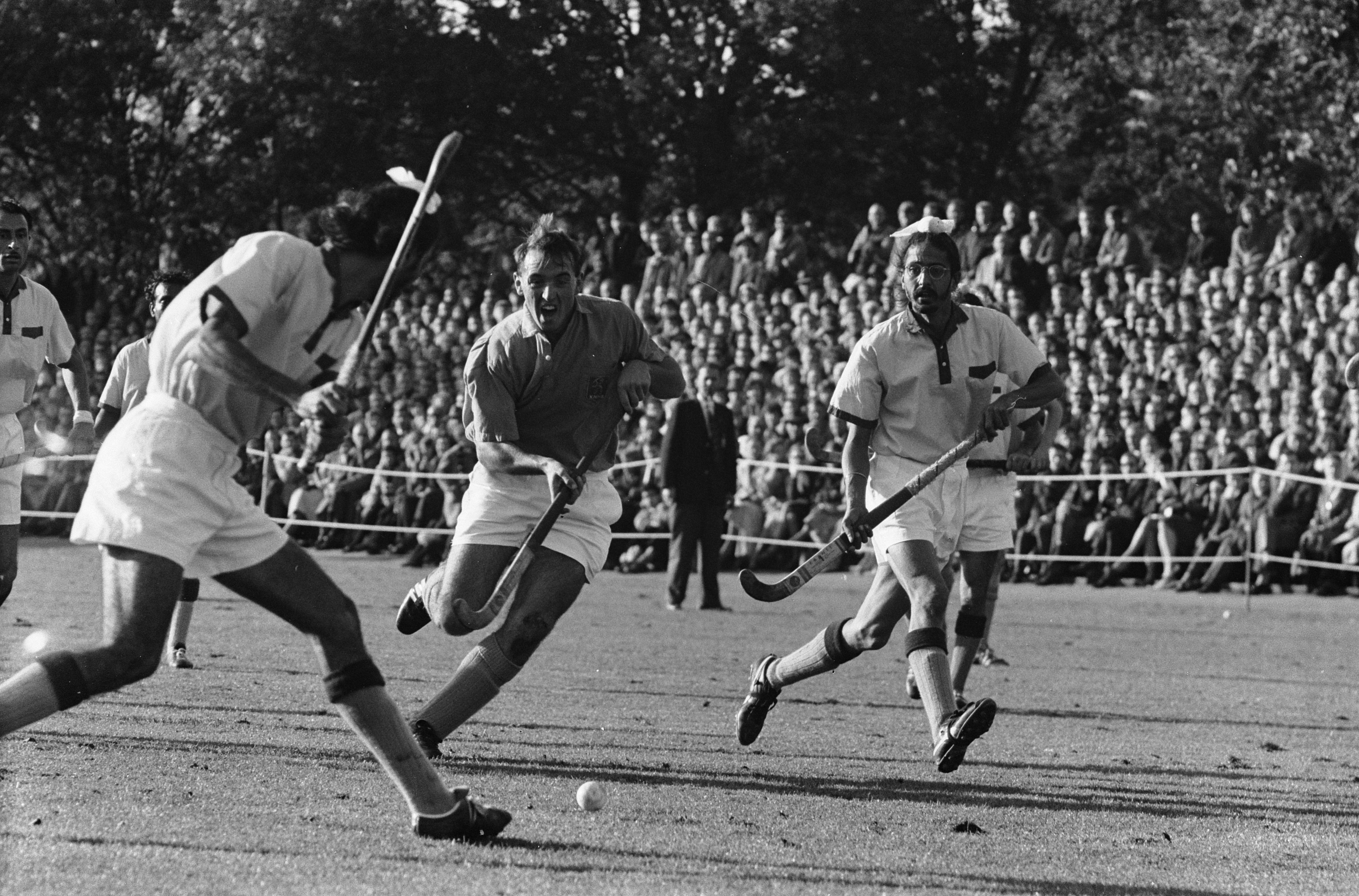
Nederland tegen India in 1963, in het Amstelveense Wagenerstadion.

De Nederlandse hockeyploeg is een team van mannelijke hockeyers dat Nederland vertegenwoordigt tijdens interlands.
De ploeg kent een lange en rijke traditie in het hockey. De ploeg is drievoudig wereldkampioen, zesvoudig Europees kampioen, won achtmaal de Champions Trophy, eenmaal de Hockey World League en tweemaal de Hockey Pro League. Daarnaast won Nederland driemaal goud op de Olympische Spelen.

## Geschiedenis
De nationale ploeg speelde zijn eerste officiële interland op 23 januari 1926. Overigens bestond de Hockey Bond al sinds 1898. Dat Nederland pas zo laat zijn eerste interland speelde, komt doordat aanvankelijk volgens eigen regels gespeeld werd. Zo werd niet met de internationaal gebruikelijke witte bal, maar met een zachte oranje gespeeld, de zogenaamde Scheurleer-bal. Ook werd in Nederland met gemengde teams gespeeld en niet met aparte mannen- en vrouwenteams. Pas toen de Olympische Zomerspelen 1928 naderden besliste de KNHB, op initiatief van Rein de Waal, de internationale regels toe te passen, anders had Nederland in eigen land niet eens mee mogen doen.
De tegenstander in de eerste interland in 1926 was België, dat in het Deurne-stadion van Antwerpen ten overstaan van zevenhonderd toeschouwers met 2-1 verloor van de noorderburen. Van der Veen en Van de Poll waren de Nederlandse doelpuntenmakers.
Ruim 74 jaar later, op 21 mei 2000, speelde Nederland de duizendste interland uit de geschiedenis. Tegenstander in het Wagener-stadion te Amstelveen was Australië.
Recordinternational is Teun de Nooijer met 453 wedstrijden.

## Erelijst Nederlandse hockeyploeg

### Veldhockey
| Jaar | Champions Trophy        | Europees kampioenschap  | Olympische Spelen         | Wereldkampioenschap          | Hockey World League Hockey Pro League |
| ---- | ----------------------- | ----------------------- | ------------------------- | ---------------------------- | ------------------------------------- |
| 1908 |                         |                         | geen deelname             |                              |                                       |
| 1920 |                         |                         | geen deelname             |                              |                                       |
| 1928 |                         |                         | OS 1928 Amsterdam         |                              |                                       |
| 1932 |                         |                         | geen deelname             |                              |                                       |
| 1936 |                         |                         | OS 1936 Berlijn           |                              |                                       |
| 1948 |                         |                         | OS 1948 Londen            |                              |                                       |
| 1952 |                         |                         | OS 1952 Helsinki          |                              |                                       |
| 1956 |                         |                         | geen deelname             |                              |                                       |
| 1960 |                         |                         | 9e OS 1960 Rome           |                              |                                       |
| 1964 |                         |                         | 7e OS 1964 Tokio          |                              |                                       |
| 1968 |                         |                         | 5e OS 1968 Mexico-Stad    |                              |                                       |
| 1970 |                         | EK 1970 Brussel         |                           |                              |                                       |
| 1971 |                         |                         |                           | 6e WK 1971 Barcelona         |                                       |
| 1972 |                         |                         | 4e OS 1972 München        |                              |                                       |
| 1973 |                         |                         |                           | WK 1973 Amstelveen           |                                       |
| 1974 |                         | EK 1974 Madrid          |                           |                              |                                       |
| 1975 |                         |                         |                           | 9e WK 1975 Kuala Lumpur      |                                       |
| 1976 |                         |                         | 4e OS 1976 Montreal       |                              |                                       |
| 1978 | geen deelname           | EK 1978 Hannover        |                           | WK 1978 Buenos Aires         |                                       |
| 1980 | 4e CT 1980 Karachi      |                         | geen deelname             |                              |                                       |
| 1981 | CT 1981 Karachi         |                         |                           |                              |                                       |
| 1982 | CT 1982 Amstelveen      |                         |                           | 4e WK 1982 Bombay            |                                       |
| 1983 | 5e CT 1983 Karachi      | EK 1983 Amstelveen      |                           |                              |                                       |
| 1984 | 4e CT 1984 Karachi      |                         | 6e OS 1984 Los Angeles    |                              |                                       |
| 1985 | 5e CT 1985 Perth        |                         |                           |                              |                                       |
| 1986 | 6e CT 1986 Karachi      |                         |                           | 7e WK 1986 Londen            |                                       |
| 1987 | CT 1987 Amstelveen      | EK 1987 Moskou          |                           |                              |                                       |
| 1988 | geen deelname           |                         | OS 1988 Seoel             |                              |                                       |
| 1989 | CT 1989 West-Berlijn    |                         |                           |                              |                                       |
| 1990 | CT 1990 Melbourne       |                         |                           | WK 1990 Lahore               |                                       |
| 1991 | CT 1991 Berlijn         | EK 1991 Parijs          |                           |                              |                                       |
| 1992 | 4e CT 1992 Karachi      |                         | 4e OS 1992 Barcelona      |                              |                                       |
| 1993 | CT 1993 Kuala Lumpur    |                         |                           |                              |                                       |
| 1994 | CT 1994 Lahore          |                         |                           | WK 1994 Sydney               |                                       |
| 1995 | 4e CT 1995 Berlijn      | EK 1995 Dublin          |                           |                              |                                       |
| 1996 | CT 1996 Madras          |                         | OS 1996 Atlanta           |                              |                                       |
| 1997 | 4e CT 1997 Adelaide     |                         |                           |                              |                                       |
| 1998 | CT 1998 Lahore          |                         |                           | WK 1998 Utrecht              |                                       |
| 1999 | CT 1999 Brisbane        | EK 1999 Padua           |                           |                              |                                       |
| 2000 | CT 2000 Amstelveen      |                         | OS 2000 Sydney            |                              |                                       |
| 2001 | CT 2001 Rotterdam       |                         |                           |                              |                                       |
| 2002 | CT 2002 Keulen          |                         |                           | WK 2002 Kuala Lumpur         |                                       |
| 2003 | CT 2003 Amstelveen      | 4e EK 2003 Barcelona    |                           |                              |                                       |
| 2004 | CT 2004 Lahore          |                         | OS 2004 Athene            |                              |                                       |
| 2005 | CT 2005 Chennai         | EK 2005 Leipzig         |                           |                              |                                       |
| 2006 | CT 2006 Barcelona       |                         |                           | 7e WK 2006 Mönchengladbach   |                                       |
| 2007 | CT 2007 Kuala Lumpur    | EK 2007 Manchester      |                           |                              |                                       |
| 2008 | 4e CT 2008 Rotterdam    |                         | 4e OS 2008 Peking         |                              |                                       |
| 2009 | 4e CT 2009 Melbourne    | EK 2009 Amstelveen      |                           |                              |                                       |
| 2010 | CT 2010 Mönchengladbach |                         |                           | WK 2010 Mumbai               |                                       |
| 2011 | CT 2011 Auckland        | EK 2011 Mönchengladbach |                           |                              |                                       |
| 2012 | CT 2012 Melbourne       |                         | OS 2012 Londen            |                              |                                       |
| 2013 |                         | EK 2013 Boom            |                           |                              | HWL 2012-13                           |
| 2014 | 5e CT 2014 Bhubaneswar  |                         |                           | WK 2014 Den Haag             |                                       |
| 2015 |                         | EK 2015 Londen          |                           |                              | 4e HWL 2014-15                        |
| 2016 | geen deelname           |                         | 4e OS 2016 Rio de Janeiro |                              |                                       |
| 2017 |                         | EK 2017 Amstelveen      |                           |                              | 7e HWL 2016-17                        |
| 2018 | CT 2018 Breda           |                         |                           | WK 2018 Bhubaneswar          |                                       |
| 2019 |                         | EK 2019 Antwerpen       |                           |                              | HPL 2019                              |
| 2021 |                         | EK 2021 Amstelveen      | 6e OS 2020 Tokio          |                              | 5e HPL 2020                           |
| 2022 |                         |                         |                           |                              | HPL 2022                              |
| 2023 |                         | EK 2023 Mönchengladbach |                           | WK 2023 Bhubaneswar/Rourkela | HPL 2023                              |
| 2024 |                         |                         | OS 2024 Parijs            |                              | HPL 2024                              |
| 2025 |                         | EK 2025 Mönchengladbach |                           |                              | HPL 2025                              |

Overige toernooien:
- Intercontinental Cup:
  - IC 1989 (Madison (Wisconsin), Verenigde Staten):
- Rabobank Trophy:
  - 2002 (Amstelveen, Nederland): poulefase
  - 2004 (Amstelveen, Nederland): 
  - 2005 (Amstelveen, Nederland): poulefase
- Sultan Azlan Shah Cup
  - 2006 (Kuala Lumpur, Maleisië):
- Hamburg Masters
  - 1993: 
  - 1997: 
  - 1998: 
  - 2000: 4e
  - 2001: 
  - 2005: 
  - 2006: 
  - 2009: 
  - 2010:
- Düsseldorf Masters
  - 2012:
- Punjab Gold Cup
  - 2009 (Chandigarh, India):

### Zaalhockey
- Europees Kampioenschap:
  - EK 2010 (Almere, Nederland): 3e

## Selectie
Lars Balk · 
Koen Bijen · 
Justen Blok · 
Thierry Brinkman (C) · 
Jorrit Croon · 
Thijs van Dam · 
Steijn van Heijningen · 
Tjep Hoedemakers · 
Olivier Hortensius · 
Jip Janssen · 
Derk Meijer (GK) · 
Floris Middendorp · 
Joep de Mol · 
Terrance Pieters · 
Tijmen Reyenga · 
Derck de Vilder · 
Maurits Visser (GK) · 
Floris Wortelboer .
Coach: Jeroen Delmee

### Voorgaande selecties
Seve van Ass ·  
Lars Balk ·  
Koen Bijen ·  
Pirmin Blaak ·  
Justen Blok ·  
Thierry Brinkman ·  
Jorrit Croon ·  
Thijs van Dam ·  
Jonas de Geus ·  
Steijn van Heijningen ·  
Tjep Hoedemakers ·  
Jip Janssen ·  
Floris Middendorp ·  
Joep de Mol ·  
Duco Telgenkamp ·  
Derck de Vilder ·  
Floris Wortelboer ·  
Steijn van Heijningen (invaller) ·  
Tijmen Reyenga (invaller) ·
Coach: Jeroen Delmee
1: Maurits Visser (GK) ·
4: Lars Balk ·
6: Jonas de Geus ·
7: Thijs van Dam ·
8: Thierry Brinkman ·
10: Jorrit Croon ·
11: Terrance Pieters ·
16: Floris Wortelboer ·
20: Derk Meijer (GK) ·
22: Koen Bijen ·
23: Joep de Mol · 24: Steijn van Heijningen · 27: Jip Janssen · 29: Tijmen Reyenga · 32: Justen Blok · 34: Derck de Vilder · 43: Floris Middendorp · 51: Duco Telgenkamp · Coach: Jeroen Delmee
1: Maurits Visser (K) ·
4: Lars Balk ·
6: Jonas de Geus ·
7: Thijs van Dam ·
8: Thierry Brinkman (C) ·
9: Seve van Ass ·
10: Jorrit Croon ·
11: Terrance Pieters ·
13: Dennis Warrendam ·
16: Floris Wortelboer ·
18: Teun Beins · 19: Tjep Hoedemakers · 22: Koen Bijen · 24: Steijn van Heijningen · 26: Pirmin Blaak (K) · 27: Jip Janssen · 29: Tijmen Reyenga · 31: Jasper Brinkman · 32: Justen Blok · 34: Derck de Vilder · Coach: Jeroen Delmee
Seve van Ass · 
Billy Bakker · 
Lars Balk · 
Pirmin Blaak · 
Thierry Brinkman · 
Jorrit Croon · 
Thijs van Dam · 
Jonas de Geus · 
Jeroen Hertzberger · 
Jip Janssen · 
Robbert Kemperman · 
Joep de Mol · 
Mirco Pruyser ·  
Glenn Schuurman · 
Mink van der Weerden · 
Sander de Wijn · 
Coach: Max Caldas
2: Jeroen Hertzberger ·
4: Lars Balk ·
5: Thijs van Dam ·
6: Jonas de Geus ·
7: Jorrit Croon ·
8: Billy Bakker ·
9: Seve van Ass (C) ·
11: Glenn Schuurman ·
12: Sander de Wijn ·
14: Robbert Kemperman ·
16: Mirco Pruyser · 16: Maurits Visser (K) · 23: Joep de Mol · 25: Thierry Brinkman · 26: Pirmin Blaak (K) · 27: Jip Janssen · 30: Mink van der Weerden · 32: Justen Blok · Coach: Max Caldas
2: Jeroen Hertzberger ·
4: Lars Balk ·
6: Jonas de Geus ·
8: Billy Bakker ·
9: Seve van Ass (C) ·
11: Glenn Schuurman ·
12: Sander de Wijn ·
13: Sander Baart ·
15: Diede van Puffelen ·
16: Mirco Pruyser ·
18: Bjorn Kellerman · 22: Sam van der Ven (K) · 23: Joep de Mol · 25: Thierry Brinkman · 26: Pirmin Blaak (K) · 27: Jip Janssen · 30: Mink van der Weerden · 34: Jelle Galema · Coach: Max Caldas
2: Jeroen Hertzberger ·
4: Lars Balk ·
5: Thijs van Dam ·
6: Jonas de Geus ·
7: Jorrit Croon ·
8: Billy Bakker (C) ·
9: Seve van Ass ·
10: Valentin Verga ·
11: Glenn Schuurman ·
12: Sander de Wijn (uitgevallen) ·
13: Sander Baart · 14: Robbert Kemperman · 16: Mirco Pruyser · 19: Bob de Voogd · 22: Sam van der Ven (K) · 23: Joep de Mol · 25: Thierry Brinkman · 26: Pirmin Blaak (K) · 30: Mink van der Weerden · Coach: Max Caldas
6: Jonas de Geus ·
7: Jorrit Croon ·
8: Billy Bakker ·
9: Seve van Ass (C) ·
10: Valentin Verga ·
11: Glenn Schuurman ·
12: Sander de Wijn ·
13: Sander Baart ·
14: Robbert Kemperman ·
16: Mirco Pruyser ·
18: Bjorn Kellerman · 19: Bob de Voogd · 22: Sam van der Ven (K) · 23: Joep de Mol · 25: Thierry Brinkman · 26: Pirmin Blaak (K) · 28: Floris Wortelboer · 30: Mink van der Weerden · Coach: Max Caldas
Seve van Ass · 
Sander Baart · 
Billy Bakker · 
Jorrit Croon · 
Jeroen Hertzberger · 
Rogier Hofman · 
Robert van der Horst ·  
Robbert Kemperman · 
Mirco Pruyser · 
Glenn Schuurman · 
Jaap Stockmann · 
Hidde Turkstra · 
Valentin Verga · 
Bob de Voogd · 
Mink van der Weerden · 
Sander de Wijn ·
Coach: Max Caldas
1: Jaap Stockmann (K) ·
3: Floris van der Linden ·
4: Klaas Vermeulen ·
5: Marcel Balkestein ·
7: Wouter Jolie ·
8: Billy Bakker ·
10: Valentin Verga ·
11: Jeroen Hertzberger ·
12: Robbert Kemperman ·
13: Sander Baart ·
20: Jelle Galema · 22: Rogier Hofman · 23: Sander de Wijn · 24: Robert van der Horst (C) · 25: Seve van Ass · 26: Pirmin Blaak (K) · 27: Constantijn Jonker · 30: Mink van der Weerden · Coach: Paul van Ass
Sander Baart · 
Billy Bakker · 
Marcel Balkestein · 
Floris Evers · 
Rogier Hofman · 
Robert van der Horst · 
Tim Jenniskens · 
Wouter Jolie · 
Robbert Kemperman · 
Teun de Nooijer · 
Jaap Stockmann · 
Valentin Verga · 
Klaas Vermeulen · 
Bob de Voogd · 
Mink van der Weerden · 
Roderick Weusthof · 
Sander de Wijn ·
Coach: Paul van Ass
1: Guus Vogels (K) (C) ·
2: Jaap Stockmann (K) ·
3: Geert-Jan Derikx ·
4: Klaas Vermeulen ·
5: Marcel Balkestein ·
7: Wouter Jolie ·
8: Ronald Brouwer ·
10: Taeke Taekema ·
12: Robbert Kemperman ·
14: Teun de Nooijer ·
16: Floris Evers · 18: Rob Reckers · 20: Jeroen Hertzberger · 21: Teun Rohof · 22: Rogier Hofman · 24: Robert van der Horst · 26: Valentin Verga · 28: Billy Bakker · Coach: Michel van den Heuvel
Thomas Boerma · 
Matthijs Brouwer · 
Ronald Brouwer · 
Jeroen Delmee · 
Geert-Jan Derikx · 
Rob Derikx · 
Laurence Docherty · 
Jeroen Hertzberger · 
Robert van der Horst · 
Timme Hoyng · 
Teun de Nooijer · 
Rob Reckers · 
Taeke Taekema · 
Guus Vogels · 
Roderick Weusthof · 
Sander van der Weide ·
Coach: Roelant Oltmans
1: Guus Vogels (K) ·
3: Geert-Jan Derikx ·
4: Karel Klaver ·
7: Sander van der Weide ·
8: Ronald Brouwer ·
9: Roderick Weusthof ·
10: Taeke Taekema ·
12: Jeroen Delmee (C) ·
13: Klaas Veering (K) ·
14: Teun de Nooijer ·
15: Eby Kessing · 16: Floris Evers · 18: Rob Reckers · 19: Matthijs Brouwer · 20: Jesse Mahieu · 23: Timme Hoyng · 24: Robert van der Horst · 27: Rogier Hofman · Coach: Roelant Oltmans
Matthijs Brouwer · 
Ronald Brouwer · 
Jeroen Delmee · 
Geert-Jan Derikx · 
Rob Derikx · 
Marten Eikelboom · 
Floris Evers · 
Erik Jazet · 
Karel Klaver · 
Jesse Mahieu · 
Teun de Nooijer · 
Rob Reckers · 
Taeke Taekema · 
Klaas Veering · 
Guus Vogels · 
Sander van der Weide ·
Coach: Terry Walsh
1: Guus Vogels (K) ·
2: Bram Lomans ·
3: Diederik van Weel ·
4: Erik Jazet ·
7: Sander van der Weide ·
8: Ronald Brouwer ·
9: Piet-Hein Geeris ·
11: Marten Eikelboom ·
12: Jeroen Delmee (C) ·
13: Josef Kramer (K) ·
14: Teun de Nooijer · 15: Remco van Wijk · 16: Jaap-Derk Buma · 19: Matthijs Brouwer · 21: Karel Klaver · 23: Rob Derikx · 24: Taeke Taekema · 25: Menno Booij · Coach: Joost Bellaart
Jacques Brinkman · 
Jaap-Derk Buma · 
Jeroen Delmee · 
Marten Eikelboom · 
Piet-Hein Geeris · 
Ronald Jansen · 
Erik Jazet · 
Bram Lomans · 
Teun de Nooijer · 
Wouter van Pelt · 
Stephan Veen · 
Guus Vogels · 
Diederik van Weel · 
Sander van der Weide · 
Remco van Wijk · 
Peter Windt ·
Coach: Maurits Hendriks
Floris Jan Bovelander · 
Jacques Brinkman · 
Maurits Crucq · 
Marc Delissen · 
Jeroen Delmee · 
Taco van den Honert · 
Ronald Jansen · 
Erik Jazet · 
Leo Klein Gebbink · 
Bram Lomans · 
Tycho van Meer · 
Teun de Nooijer · 
Wouter van Pelt · 
Stephan Veen · 
Guus Vogels · 
Remco van Wijk ·
Coach: Roelant Oltmans
Floris Jan Bovelander · 
Jacques Brinkman · 
Marc Delissen · 
Cees Jan Diepeveen · 
Pieter van Ede · 
Maarten van Grimbergen · 
Taco van den Honert · 
Leo Klein Gebbink · 
Hendrik Jan Kooijman · 
Harrie Kwinten · 
Frank Leistra · 
Bart Looije · 
Wouter van Pelt · 
Bastiaan Poortenaar · 
Stephan Veen · 
Gijs Weterings ·
Coach: Hans Jorritsma
Marc Benninga · 
Floris Jan Bovelander · 
Jacques Brinkman · 
Maurits Crucq · 
Marc Delissen · 
Cees Jan Diepeveen · 
Patrick Faber · 
Taco van den Honert · 
Ronald Jansen · 
René Klaassen · 
Hendrik Jan Kooijman · 
Jan Hidde Kruize · 
Frank Leistra · 
Erik Parlevliet · 
Gert Jan Schlatmann · 
Tim Steens ·
Coach: Hans Jorritsma
Peter van Asbeck · 
Ewout van Asbeck · 
Lex Bos · 
Roderik Bouwman · 
Cees Jan Diepeveen · 
Theodoor Doyer · 
Maarten van Grimbergen · 
Arno den Hartog · 
Tom van 't Hek · 
Pierre Hermans · 
René Klaassen · 
Hans Kruize · 
Jan Hidde Kruize · 
Ties Kruize · 
Eric Pierik · 
Ron Steens ·
Coach: Wim van Heumen
Jan Albers · 
André Bolhuis · 
Theodoor Doyer · 
Geert van Eijk · 
Imbert Jebbink · 
Hans Jorritsma · 
Wouter Kan · 
Coen Kranenberg · 
Hans Kruize · 
Wouter Leefers · 
Paul Litjens · 
Maarten Sikking · 
Ron Steens · 
Tim Steens · 
Bart Taminiau · 
Rob Toft ·
Coach: Wim van Heumen
André Bolhuis · 
Jan Willem Buij · 
Marinus Dijkerman · 
Thijs Kaanders · 
Coen Kranenberg · 
Ties Kruize · 
Wouter Leefers · 
Flip van Lidth de Jeude · 
Paul Litjens · 
Irving van Nes · 
Maarten Sikking · 
Frans Spits · 
Nico Spits · 
Bart Taminiau · 
Kik Thole · 
Piet Weemers · 
Jeroen Zweerts ·
Coach: Ab van Grimbergen
Joost Boks · 
Aart Brederode · 
Edo Buma · 
Sebo Ebbens · 
John Elffers · 
Jan Piet Fokker · 
Otto ter Haar · 
Gerard Hijlkema · 
Arie de Keyzer · 
Ewald Kist · 
Tippy de Lanoy Meijer · 
Frans Spits · 
Heiko van Staveren · 
Theo Terlingen · 
Kik Thole · 
Theo van Vroonhoven · 
Piet Weemers ·
Coach: Piet Bromberg
Joost Boks · 
Charles Coster van Voorhout · 
John Elffers · 
Frans Fiolet · 
Jan Piet Fokker · 
Jan van Gooswilligen · 
Francis van 't Hooft · 
Arie de Keyzer · 
Leendert Krol · 
Jaap Leemhuis · 
Chris Mijnarends · 
Erik van Rossem · 
Nico Spits · 
Theo Terlingen · 
Jan Veentjer · 
Jaap Voigt · 
Theo van Vroonhoven · 
Frank Zweerts ·
Coach: Piet Bromberg
Wim de Beer · 
Patrick Buteux van der Kamp · 
Carel Dekker · 
Thom van Dijck · 
Jan-Willem van Erven Dorens · 
Frans Fiolet · 
Jan van Gooswilligen · 
Egbert de Graeff · 
Freddie Hooghiemstra · 
Jaap Leemhuis · 
Gerard Overdijkink · 
Gerrit de Ruiter · 
Theo Terlingen · 
Theo van Vroonhoven · 
Hans Wagener · 
Eddie Zwier · 
Coach: Jan Anjema
Jules Ancion · 
André Boerstra · 
Harry Derckx · 
Han Drijver · 
Dik Esser · 
Wim van Heel · 
Roepie Kruize · 
Dick Loggere · 
Lau Mulder · 
Eddy Tiel · 
Leo Wery ·
Coach: Rein de Waal
André Boerstra · 
Henk Bouwman · 
Piet Bromberg · 
Harry Derckx · 
Han Drijver · 
Dik Esser · 
Wim van Heel · 
Roepie Kruize · 
Jenne Langhout · 
Dick Loggere · 
Ton Richter · 
Eddy Tiel ·
Coach: Huib du Pon
Ernst van den Berg · 
Piet Gunning · 
Ru van der Haar · 
Inge Heijbroek · 
Tonny van Lierop · 
Henk de Looper · 
Jan de Looper · 
Aat de Roos · 
Hans Schnitger · 
René Sparenberg · 
Rein de Waal · 
Max Westerkamp · 
Coach: Joop Wagener
Jan Ankerman · 
Jan Brand · 
Emile Duson · 
Gerrit Jannink · 
Adriaan Katte · 
August Kop · 
Paul van de Rovaart · 
Ab Tresling · 
Robert van der Veen · 
Hendrik Philip Visser 't Hooft · 
Rein de Waal · 
C. J. J. Hardebeck · 
T. F. Hubrecht · 
G. Leembruggen · 
H. J. L. Mangelaar Meertens · 
Otto Muller von Czernicki · 
W. J. van Citters · 
C. J. van der Hagen · 
Tonny van Lierop · 
J. J. van Tienhoven van den Bogaard · 
J. M. van Voorst van Beest · 
N. Wenholt · 
Coach: Jaap Quarles van Ufford

## Spelersrecords

### Meeste interlands[1]
|    | Naam                 | Positie      | Jaren     | Interlands | Doelpunten |
| -- | -------------------- | ------------ | --------- | ---------- | ---------- |
| 1  | Teun de Nooijer      | Middenvelder | 1994-2012 | 453        | 217        |
| 2  | Jeroen Delmee        | Verdediger   | 1994-2008 | 401        | 10         |
| 3  | Jacques Brinkman     | Middenvelder | 1987-2000 | 339        | 80         |
| 4  | Erik Jazet           | Verdediger   | 1990-2004 | 310        | 9          |
| 5  | Cees Jan Diepeveen   | Verdediger   | 1978-1992 | 286        | 16         |
| 6  | Stephan Veen         | Aanvaller    | 1989-2000 | 277        | 113        |
| 7  | Robert van der Horst | Middenvelder | 2004-2016 | 272        | 14         |
| 8  | Sander van der Weide | Verdediger   | 1996-2008 | 271        | 8          |
| 9  | Jeroen Hertzberger   | Aanvaller    | 2007-2021 | 267        | 127        |
| 10 | Guus Vogels          | Doelman      | 1996-2010 | 264        | 0          |

### Meeste doelpunten

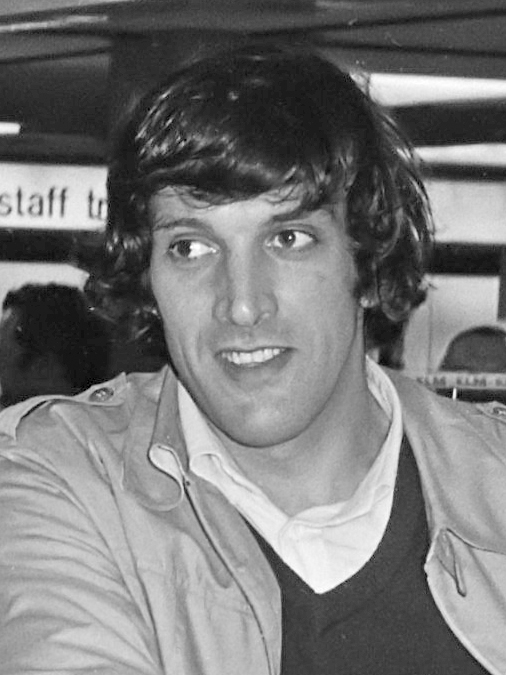
Paul Litjens maakte voor Nederland de meeste doelpunten

|    | Naam                  | Positie      | Jaren     | Doelpunten | Interlands | Doelpunt/interland |
| -- | --------------------- | ------------ | --------- | ---------- | ---------- | ------------------ |
| 1  | Paul Litjens          | Aanvaller    | 1970-1982 | 268        | 177        | 1,51               |
| 2  | Taeke Taekema         | Verdediger   | 2000-2012 | 221        | 243        | 0,91               |
| 3  | Teun de Nooijer       | Middenvelder | 1994-2012 | 217        | 453        | 0,48               |
| 4  | Floris Jan Bovelander | Verdediger   | 1985-1996 | 212        | 241        | 0,88               |
| 5  | Ties Kruize           | Middenvelder | 1971-1986 | 166        | 202        | 0,82               |
| 6  | Bram Lomans           | Verdediger   | 1995-2007 | 140        | 206        | 0,68               |
| 7  | Jeroen Hertzberger    | Aanvaller    | 2007-2021 | 127        | 267        | 0,48               |
| 8  | Mink van der Weerden  | Verdediger   | 2010-2021 | 115        | 191        | 0,60               |
| 9  | Taco van den Honert   | Aanvaller    | 1987-1996 | 114        | 215        | 0,53               |
| 10 | Stephan Veen          | Aanvaller    | 1989-2000 | 113        | 277        | 0,41               |

## Bondscoaches sinds 1928
| Periode    | Bondscoach              |
| ---------- | ----------------------- |
| 1928-1936  | Jaap Quarles van Ufford |
| 1936-1939  | J.F. Wagener            |
| 1948-1950  | Huib du Pon             |
| 1950-1951  | Piet Nefkens            |
| 1951       | J.G. Harkema            |
| 1952-1956  | Rein de Waal            |
| 1957-1959  | Dick Loggere            |
| 1959-1960  | Nabir Achmad Kallat     |
| 1960-1961  | Jan Anjema              |
| 1961-1969  | Piet Bromberg           |
| 1969-1970  | Roepie Kruize           |
| 1970       | Jules Ancion            |
| 1971-1973  | Ab van Grimbergen       |
| 1973-1975  | Cees Tania              |
| 1975-1986  | Wim van Heumen          |
| 1986-1987  | Frans Spits             |
| 1987-1990  | Hans Jorritsma          |
| 1990-1991  | Rob Bianchi             |
| 1991-1993  | Hans Jorritsma          |
| 1993-1998  | Roelant Oltmans         |
| 1999-2000  | Maurits Hendriks        |
| 2001-2003  | Joost Bellaart          |
| 2004       | Terry Walsh             |
| 2005-2008  | Roelant Oltmans         |
| 2008-2010  | Michel van den Heuvel   |
| 2010-2014  | Paul van Ass            |
| 2014-2021  | Max Caldas              |
| 2021-heden | Jeroen Delmee           |